# Bibiano Sérgio Macedo da Fontoura Costallat
Bibiano Sérgio Macedo da Fontoura Costallat (Porto Alegre, 9 de setembro de 1845 — Rio de Janeiro, 8 de dezembro de 1904) foi um marechal brasileiro, Ministro da Guerra durante o governo Floriano Peixoto.

## Carreira Militar
Filho  de  João  Batista  Augusto  Costallat  e  de  Maria  Atanásia  Macedo  da  Fontoura Costallat. Seu irmão José Alípio Macedo da Fontoura Costallat foi comandante do Colégio Militar do Rio de Janeiro (1894-1904) e da Escola Militar  da Praia Vermelha (1904).
Após  concluir os estudos  preparatórios  no Colégio  Gomes, na capital gaúcha,  mudou-se  para o Rio de Janeiro. Em  1863, completou o segundo ano do  curso  da Escola Central, assentou  praça no Exército e transferiu-se para a Escola Militar da Praia Vermelha. Promovido  a  alferes-aluno em  janeiro de 1865, seguiu para o rio da  Prata, integrando  Batalhão de Infantaria que  ajudou a  garantir a posse do  general Venâncio Flores na presidência do Uruguai. Lutou na guerra contra  o  Paraguai, participando de várias operações no país vizinho, notadamente a batalha de Tuiuti, em maio de 1866, o assalto às fortificações de Humaitá, em junho de 1868, quando foi ferido à bala, e a tomada da praça de  Peribebuí, em agosto  de  1869. Recebeu  várias  promoções e condecorações durante a guerra, alcançando o posto de capitão em outubro de 1869, quando servia sob o comando de Gastão de Orléans, Conde d'Eu, marido da princesa Isabel, herdeira do trono imperial. Em janeiro de 1870, quando  o  Paraguai  já  estava  praticamente  derrotado,  obteve  licença  para  tratamento  de  saúde.
De volta ao Rio de Janeiro, retomou os estudos, concluindo os cursos de Artilharia em 1871 e  de  Engenharia Militar em  1873. Além  disso,  bacharelou-se em  matemática e ciências  físicas pela Escola Central. Em 1874, começou a lecionar na Escola Militar como professor repetidor interino. Foi nomeado secretário da escola em 1879 e promovido a major no ano seguinte. Continuou no exercício  dos  cargos  de  secretário e professor da Escola Militar durante quase toda a década de 1880, permanecendo à margem das reuniões e manifestações de oficiais do Exército descontentes com o governo imperial. Foi promovido a tenente-coronel em agosto de 1888. Era lente catedrático da Escola Superior de Guerra, no Rio de Janeiro, por ocasião  do movimento militar da Proclamação da República.
O deputado mineiro Rodolfo Paixão explicou, em elogio póstumo, sua adesão ao novo regime: “Ele que tinha sido leal ao trono, ele que era um crente, que em sua vida jamais deixou de modelar os seus atos de acordo com a sã doutrina religiosa que seguia, veio para a República com aquela lealdade que o enobrecia e, desde os primeiros dias do advento do regime que hoje vigora, se viu a sua ação constante, disciplinadora e heroica, a bem da consolidação da  República”.
Promovido a coronel em março de 1890, tornou-se comandante da Escola Militar da Capital Federal em junho de 1892, no governo Floriano Peixoto. Essa escola era situada na Praia Vermelha e é antecessora da Academia Militar das Agulhas Negras. Em  janeiro de 1893, assumiu interinamente o cargo de ajudante-general do Exército, em substituição ao general Antônio Eneias Gustavo Galvão, o barão do Rio Apa.
General de brigada a partir de julho de 1893, foi importante elemento em que se apoiou o Presidente Floriano Peixoto para  combater a Revolução Federalista nos estados da região Sul e, principalmente, a Revolta da Armada na baía de Guanabara.
Em janeiro de 1894, ocupou o lugar de Antônio Eneias Galvão no Ministério da Guerra, cargo que exerceu de  
31 de janeiro a 15 de novembro de 1894. No mês de abril, foi nomeado ministro da Indústria, Viação e Obras  Públicas, em substituição ao engenheiro João Felipe Pereira. Exerceu cumulativamente as duas pastas até o final do governo Floriano Peixoto, em  novembro de 1894. Também foi Ministro da Marinha, interino, de 26 de junho a 2 de julho de 1894.
Voltou a exercer o magistério de 1895 a 1897, quando foi nomeado, pela segunda vez, ajudante-general do Exército. Com a extinção da Escola Superior de Guerra em 1898, foi designado lente catedrático da Escola Militar do Brasil. Comandou a Escola de janeiro de 1900 a dezembro de 1902.
Foi Chefe do Estado-Maior do Exército, entre 9 de dezembro de 1902 e 8 de dezembro de 1904.
Foi ministro do Superior Tribunal Militar, de 24 de outubro de 1902 até seu falecimento em 8 de dezembro de 1904.
Foi casado com Isabel Toloni Costallat. Seu sobrinho José Alípio de Carvalho Costallat foi deputado constituinte (1934) e deputado federal pelo Rio de Janeiro (1935-1937).